# 萊奧爾迪納鄉
47°47′13″N 24°14′49″E / 47.78694°N 24.24694°E
萊奧爾迪納鄉（羅馬尼亞語：Comuna Leordina, Maramureș），是羅馬尼亞的鄉份，位於該國西北部，由馬拉穆列什縣負責管轄，面積30平方公里，海拔高度399米，2007年人口2,532，人口密度每平方公里85人。